# Sbor dobrovolných hasičů Praha-Dubeč
Sbor dobrovolných hasičů Praha-Dubeč (SH ČMS - SDH Praha - Dubeč) je pobočný spolek sdružení hasičů Čech, Moravy a Slezska, který působí spolu s místní Jednotkou sboru dobrovolných hasičů (JSDH) na úseku požární ochrany v MČ Praha-Dubeč. Mezi hlavní úkoly SDH Praha-Dubeč patří vyhledávání členů pro JSDH, podílení se na jejich odborné přípravě a rozvíjení požární prevence mezi občany. Zároveň se podílí se souhlasem vlastníka na provádění údržby a oprav hasičské techniky a objektů spadajících pod požární ochranu. Spolek je financován výhradně ze sponzorských darů a členských příspěvků.
Spolu se sborem dobrovolných hasičů působí v obci Jednotka sboru dobrovolných hasičů (JSDH), která je organizační složkou MČ Praha-Dubeč, jež JSDH zřizuje a spravuje. Základní náplň JSDH spočívá v protipožární ochraně a pomoci při krizových nebo havarijních situacích. JSDH je zařazena do IZS a její povolání určuje operační středisko Hasičského záchranného sboru. JSDH Dubeč je zařazena do organizační kategorie Jednotky požární ochrany V (JPO V), tedy do jednotky s místní působností, kde je doba na výjezd stanovena na 10 minut od vyhlášení poplachu. Ten členům jednotek vyhlašuje krajské operační a informační středisko HZS hl. m. Prahy na mobilní telefony. Náplň práce JSDH je ze široka rozprostřena od technických zásahů až po hašení požárů. Mezi technické zásahy se řadí například likvidace vosích hnízd, odsekávání ledu, odřezávání popadaných stromů, pomoc s regulací potoků, říček a rybníků, či dokonce likvidace nelegálních skládek. Četné jsou zásahy u dopravních nehod, poskytování první pomoci, vyprošťování lidí a jiné úkoly související s dopravou a přepravou osob. Výjimečná není ani nápomoc policii při pátrání po zmizelých osobách.
Obě požární složky jsou důležitou součástí kulturního a společenského života v MČ Praha-Dubeč, přičemž pomáhají udržovat tradice dubečského hasičství, které bylo v obci založeno v roce 1879.

## Historie
Sbor dobrovolných hasičů byl v Dubči založen 16. listopadu 1879, kdy proběhla ustavující valná hromada. Prvním velitelem se stal starosta Dubče Václav Mík (1834–1893), který se zasloužil o vznik sboru. Ten čítal v roce 1879 celkem 33 členů, a to 25 činných a 8 přispívajících. Vyjma obyvatel Dubče se v něm angažovali i občané sousedních Dolních Měcholup. Dubečtí hasiči se stali součástí karlínsko-smíchovské župy, jejichž stanovami se řídili, přičemž užívali výzbroj a uniformy zavedené ve výbavě pražských sborů. Sbor se těšil v Dubči a okolí značné popularitě a přispěl k prohloubení společenského dění v obci.
První hasičský sbor byl rozpuštěn pro nedostatek peněz v obecním rozpočtu roku 1894. Požární prevenci a ochranu převzala v Dubči požární policie. K obnově sboru došlo po 1. světové válce. Dne 13. června 1923 proběhla volba představenstva a na den přesně dva měsíce poté došlo k přijetí stanov. Sbor se přihlásil k Hasičské župě Říčanské – Kamlerově č. 37, kde setrval až do nového uspořádání krajů a okresů v roce 1949 (poté součástí okresu Praha-východ). Od roku 1930 byla ve výbavě sboru motorová stříkačka od firmy inženýra Antonína Holečka. O činnosti prvorepublikového sboru se zachovaly četné informace ve sborové kronice obsahující záznamy z let 1923–1937, která se dochovala jako jediná z doby před rokem 1989. Společně se Sokolem byli dobrovolní hasiči v meziválečném období nejvýznamnějším spolkem v Dubči.
V letech 1939–1945 byla činnost sboru utlumena v důsledku zásahů okupační správy. Na konci války v roce 1945 se dubečtí hasiči zapojili do systému civilní protiletecké obrany. V březnu 1945 dubečský sbor pomáhal při záchranných pracích po bombardování zbrojního závodu ČKD ve Vysočanech. Během pražského povstání se sbor podílel ve dnech 5. až 8. května 1945 na zásobování Vinohradské nemocnice a udržování pořádku v Dubči. Dne 8. května byl při kontrole hlídky zastřelen velitel samaritánského oddílu Václav Urban (1896–1945), který se stal jedinou osobou v dějinách dubečského sboru, která zemřela při výkonu služby v hasičské uniformě. O den později 9. května 1945 hasiči pomáhali zabránit ustupující německé armádě v průchodu Dubčí.

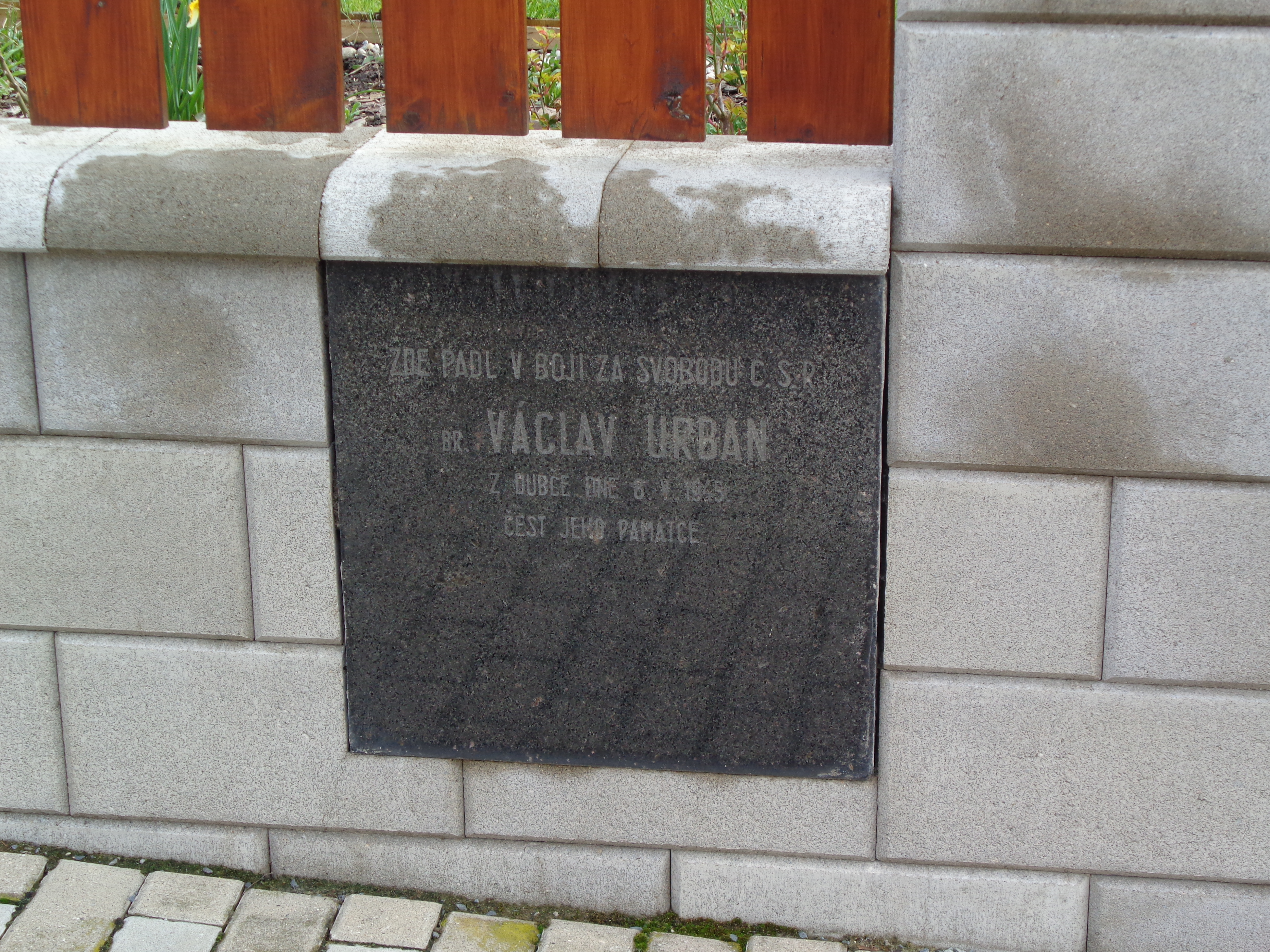
Pamětní destička V. Urbana v ulici Bezprašná

Na první poválečné valné hromadě v roce 1945 došlo ke zřízení ženského odboru, což prohloubilo rozvoj sboru. Popularita sboru se po 2. světové válce vyšplhala ke svému historickému maximu. V roce 1947 v Dubči působilo celkem 126 bratrů a 26 sester. Po roce 1948 nastalo složité období v dějinách sboru. V 50. letech jeho činnost ochabla v důsledku politických čistek a opadajícího nezájmu občanů. Ačkoli byla obnova sboru v 60. letech narušena nástupem normalizace, sbor v obci působil i nadále a jakožto Sbor požární ochrany (SPO) se stal pevnou součástí složek Národní fronty. Po připojení Dubče k Praze v roce 1974 se sbor začal pozvolna začleňovat do struktur požární ochrany hlavního města. Trvalý nezájem občanů a finanční problémy způsobily v polovině 80. let zánik sboru.
K obnově hasičské tradice došlo v Dubči v roce 1999. Dle platných zákonů (§ 68 zákona č. 133/1985) byla v září 1999 zřízena nejprve Jednotka sboru dobrovolných hasičů (JSDH), kterou zřizuje a spravuje MČ Praha-Dubeč, načež došlo 18. října 1999 k založení občanského sdružení (nyní spolku) Sboru dobrovolných hasičů Praha-Dubeč (SDH Praha-Dubeč). JSDH a SDH Praha-Dubeč nastoupily od počátku 21. století úzkou součinnost na poli požární ochrany, prevence, vzdělávání svých členů a rozvíjení základních myšlenek Sdružení hasičů Čech, Moravy a Slezska (SH ČMS) v obci.

## Velké zásahy sboru mimo obec
Od svého vzniku se dubečtí hasiči podíleli na zásazích mimo katastr domovské obce. Ze staršího období je nejznámější požár Národního divadla, k němuž došlo 12. srpna 1881. Dubečský sbor dorazil na místo požáru dle historické tradice mezi prvními ze všech venkovských sborů. Z doby první republiky vyčnívají dva požáry v Uhříněvsi, u kterých sbor zasahoval. Dne 6. června 1927 pomáhal hasit objekt zdejší cihelny a 1. dubna 1937 asistoval okolním sborům při požáru uhříněveského parního mlýna. S podobně komplikovanými a náročnými zásahy se potýkají dubečtí hasiči i na počátku 21. století. Dne 16. října 2008 zasahovali u požáru Průmyslového paláce v pražských Holešovicích. Ve dnech 22. až 23. srpna 2015 se sbor účastnil hašení požáru bývalého areálu ČKD ve Vysočanech. Sbor vyjel také k požáru Národního muzea v Praze, k němuž došlo 11. února 2016. K dalším velkým zásahům mimo rámec domovské obce patří velký požár průmyslové haly v ulici Bečovská v Uhříněvsi, kde sbor asistoval ve dnech 25. až 27. července 2021.       

## Povodně
Sbor dobrovolných hasičů v Dubči má mnohé zkušenosti s povodněmi. V červnu 1958 asistovali příslušníci požárního sboru armádě, která byla povolána do Dubče, aby pomohla zvládnout velkou vodu na Říčanském potoce. Podobně rozsáhlé povodně postihly obec v srpnu 1977, během kterých prokázal sbor platné služby. Po roce 1999 zasahovali dubečtí hasiči při všech velkých povodních, které postihly Prahu. Ve dnech 12.–14. srpna 2002 pomáhali hasiči v obci s evakuací, pytlováním, odčerpáváním zatopených sklepů a odklízením následků škod. Dubečský sbor následně zasahoval v těchto a dalších dnech v jiných částech Prahy, především na Smíchově, Libni, Velké Chuchli a Lipencích. V roce 2005 se konal v Praze generální nácvik hasičů „VODA 2005“, který měl prověřit schopnost složek IZS reagovat na povodeň podobného rozsahu jako roku 2002, a jehož se sbor z Dubče také účastnil. Další pohotovost měl sbor v roce 2006, a především v červnu 2013. V období 1. až 9. června 2013 zasahovali hasiči v Dubči, Kolodějích, Hostivaři, Záběhlicích, Holešovicích a Troji. Jejich pomoc velmi uvítal například Trojský zámeček a nedaleká Zoo, kde se dubečský sbor podílel na odčerpávání vody a odklízení bahna, a to zejména v pavilonu goril.

## Hasičská zbrojnice
První stálou zbrojnici měl dubečský sbor v prostorech bývalé radnice v čp. 17 na náměstí U Lípy svobody, kde sídlil ve 30. až 50. letech 20. století. V 70. a 80. letech sloužila jako zbrojnice místnost v areálu zdravotního střediska (čp. 45). Po obnově sboru v roce 1999 se stalo zajištění adekvátního zázemí pro hasiče v obci velkým tématem. Provizorní zbrojnici našli hasiči od roku 2005 v prostorách bývalého kravína v ulici Ke křížkám. Vskutku plnohodnotné zázemí získal sbor poté, co se podařilo Dubči zajistit hasičům stavbu vlastní zbrojnice financované z peněz, které poskytl magistrát v rámci koncepce výstavby hasičských zbojnic na území hlavního města Prahy. Základní kámen k nové zbrojnici byl položen 31. května 2019 v místech původní zbrojnice, která byla nedlouho předtím zbořena.

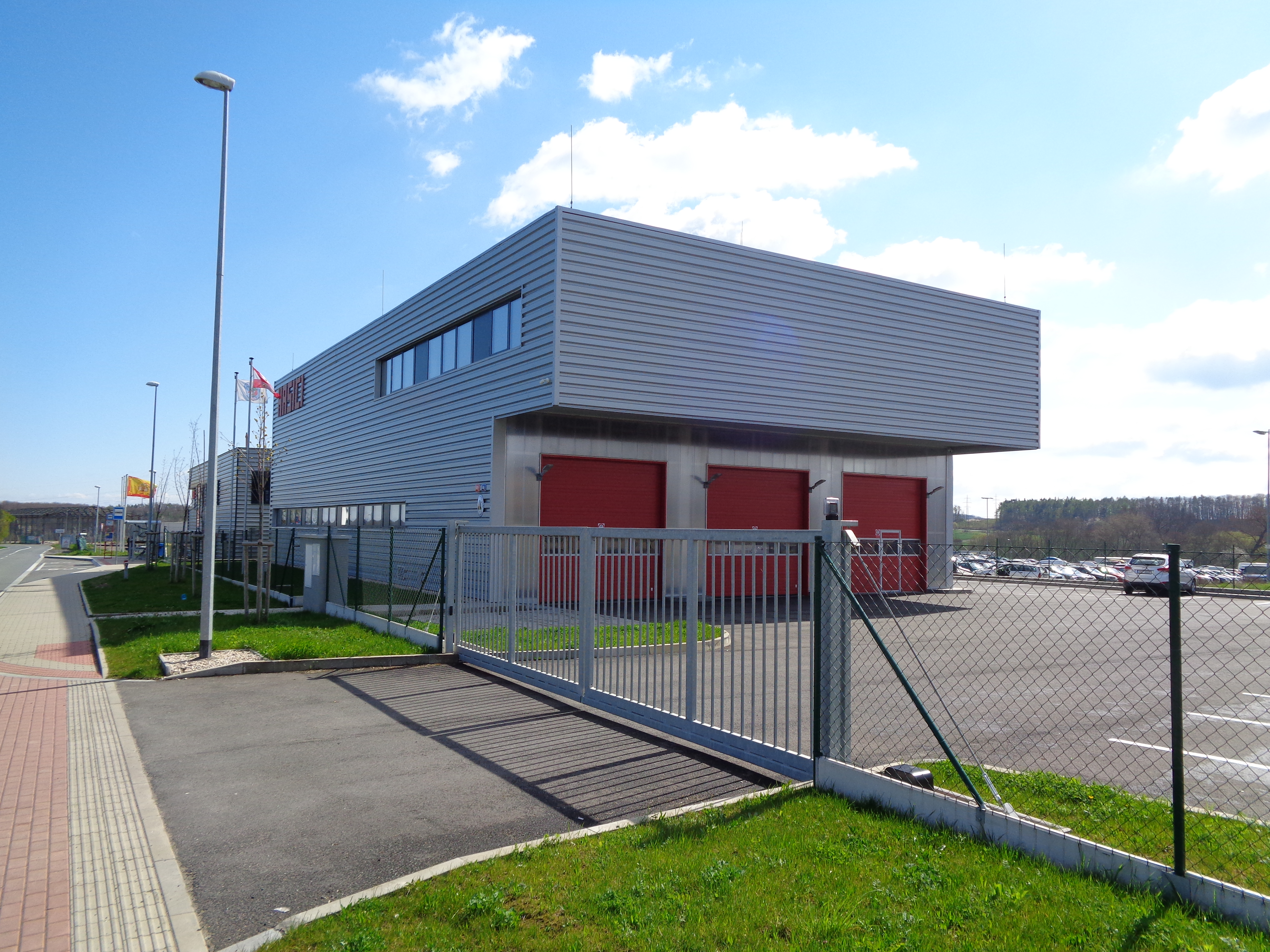
Dubečská hasičská zbrojnice (ulice Ke křížkám)

Dne 12. února 2022 proběhlo otevření nové zbrojnice za účasti primátora Zdeňka Hřiba, náměstka primátora a radního pro bezpečnost Petra Hlubučka, představitelů Dubče a hasičského sboru. Nová hasičská zbrojnice sídlící na adresa Ke křížkám 777/6 odpovídá svým zázemím nejmodernější jednotce požární ochrany. Dubečská hasičárna se skládá ze tří funkčních celků. V přízemí se nachází garážová stání pro celkem tři zásahové automobily. Dále poté odsávání, šatna, sprchy a sociální zařízení, sklad dýchací techniky a nouzového přežití, dílna, kompresorovna se skladem hadic, sklad nebezpečných látek a věž na sušení hadic. Mezipatro je naopak tvořeno přednáškovým sálem s kapacitou 100 osob a kuchyňkou. V prvním patře se nacházejí dvě ložnice, tři kanceláře a denní místnost pro mužstvo. Poblíž zbrojnice se nachází požární nádrž, kde hasiči konají nácvik a práci s dětmi. Hasičská zbrojnice je zároveň koncipována jako evakuační centrum a školicí středisko pro dobrovolné hasičské jednotky z Prahy.

## Technika a vybavení
Z původního hasičského vybavení před rokem 1989 se v Dubči nedochovalo nic, a proto musel být sbor po své obnově v roce 1999 postupně vybaven adekvátní technikou. V prosinci 2000 dostal sbor darem od Magistrátu hl. m. Prahy automobil značky CAS 24 Škoda 706 z roku 1964, který patřil původně sboru z Dolních Kopanin. Dar zahrnoval také přenosnou motorovou stříkačku PPS 12 a část staršího vybavení. V roce 2003 schválilo zastupitelstvo hlavního města Prahy poskytnutí příspěvku ve výši 125 tisíc Kč, z něhož si sbor pořídil zásahové obleky a zbylou částku použil na úpravu používané techniky.
Převodem od JSDH Praha Suchdol získal sbor v dalších letech o 20 let mladší stříkačku. V roce 2006 bylo přiděleno JSDH Dolní Měcholupy nové vozidlo Scania, díky čemuž obdrželi dubečtí hasiči převodem jejich vozidlo CAS 25 Liaz. Původní dubečská Škoda 706 se proto odprodala a sbor mohl začít užívat modernizovanou techniku. Dne 17. května 2012 předal slavnostně primátor Prahy Bohuslav Svoboda obci a sboru do užívání automobil DA Ford Transit, k němuž byl pořízen nákladní vlek na převoz materiálu a lodí určených pro vodácké tábory. V říjnu 2014 byla na sbor převedena Tatra 815 CAS 32, kterou do té doby užívali hasiči z Horních Měcholup. Hasiči poté přivítali 8. dubna 2020 ve svém sboru vyřazený zásahový automobil CAS20 Mercedes-Benz Atego z roku 2004, který byl na Dubeč převodem od HZS hlavního města Prahy. V roce 2024 získala jednotka bezúplatným převodem od HZS hl. m. Prahy zánovní výjezdová vozidla, prvovýjezdový automobil CAS 20 Volvo s označením CAS 20/2000/120-M1T z roku 2015 a velkokapacitní cisternu CAS30 Iveco Magirus s označením CAS 30/11000/1000-S3LP z roku 2009, stávající technika byla bezúplatně převedena na jiné jednotky. 

## Kulturní činnost a vzdělávání
Společenské dění a kulturní vyžití v MČ Praha-Dubeč je od roku 1999 úzce spojeno s působením a asistencí JSDH a SDH Praha-Dubeč. Hasiči se zapojili intenzivně do dubečských kulturních podzimů, během kterých zprvu ukazovali veřejnosti svou techniku a způsoby zásahů při dopravních nehodách. Později nabraly tyto prezentace již obrysy konkrétních společenských akcí. Hasiči se zároveň ujali organizování řady kulturních akcí, ať již jde o pálení čarodějnic, masopusty, dětské dny nebo dubečský triatlon. Kromě toho se začali starat o zábavu v letních měsících. Například pořádáním letního kina.
Důležitá je pro hasiče komunikace s veřejností. V letech 2006–2007 se ustálila v místním zpravodaji Rohožníku pravidelná rubrika o hasičích, kde jsou zveřejňovány hlavní události Jednotky a Sboru, včetně výsledků valných hromad. Dne 6. září 2007 spustili hasiči vlastní webové stránky. Z nich se zájemci dozví základní informace ohledně fungování Jednotky a Sboru, personální složení obou složek a historii dubečské hasičské tradice. Zároveň zde naleznou důležité kontakty. Od roku 2015 pořádají hasiči pravidelně dny otevřených dveří. Během významných výročí sboru jsou pro veřejnost připraveny kulturní akce se zapojením okolních hasičských jednotek a dalších složek IZS. Ke 140. výročí vzniku prvního sboru byl ve spolupráci s dubečskou radnicí připraven 12 minut dlouhý vzdělávací dokument „Hasiči Dubeč – 140 let“ popisující historii sboru. Mnohé hasičské slavnosti jako byly předání prvního samostatného hasičského praporu v roce 2016 nebo otevření nové zbrojnice v roce 2022 se proměnily ve velké obecní slavnosti.   
Hlavním cílem dubečských hasičů je pracovat s dětmi a mládeží. V roce 2000 se konala na dubečské radnici vernisáž dětských výtvarných prací s hasičskou tematikou, kterou uspořádali hasiči ve spolupráci s mateřskou a základní školou. Důležitým projektem se stalo po roce 2010 organizování letních vodáckých táborů pro mladé hasiče, který je určen zpravidla pro děti a mládež ve věku od 10 do 16 let. Osvědčeným místem, kde jsou mladí požárníci zábavnou a naučnou formou zocelováni a příkladně vedeni k hasičským ctnostem, se stala řeka Otava v jižních Čechách. V září 2016 začal působit u sboru kolektiv mladých hasičů, kde se děti učí základy protipožární taktiky, techniky, první pomoci nebo orientaci v přírodě.
Od roku 2016 má sbor dobrovolných hasičů i kroužek mladých hasičů, kterým prošla řada dětí z Dubče a z okolí. Zaměření kroužku je na plnění odborných kvalifikací mladých hasičů a příprava pro výkon člena jednotky. 
Zároveň dochází k neméně důležitému procesu školení hasičů v celé řadě oborů od obsluhy techniky a základního vybavení až po teoretická a praktická cvičení.   

## Vedení sboru a jednotky
Současné vedení sboru je následující:
Starosta sboru - Mgr. Karel Polák, MBA
Náměstek starosty - Lukáš Buczek
Velitel SDH/Referent materiálně technický - Radoslav Mlejnek
Hospodářka - Ing. Kateřina Poláková
Vedení jednotky:
Velitel JSDH - Radoslav Mlejnek
Zástupce velitele JSDH - Jan Vydrař
Velitelé družstva - Mgr. Karel Polák, MBA, Lukáš Buczek

## Zajímavosti
- Jedním ze zakladatelů prvního dubečského sboru byl v roce 1879 kníže Jan II. z Lichtenštejna, majitel velkostatku Uhříněves a Škvorec, kam spadaly i četné majetky v Dubči; kníže přispěl na vznik sboru částkou 50 zlatých.
- První hasičský velitel Václav Mík a zasloužilý starosta Dubče má v obci pamětní destičku na budově zdejší Základní školy, přičemž Míkův portrét visí v budově nové hasičské zbrojnice.
- Ulice Bezprašná v Dubči nesla až do sklonku 70. let 20. století jméno „Urbanova“ jako památka na člena sboru Václava Urbana, který padl v květnu 1945; ulice musela být přejmenována po připojení Dubče k Praze pro duplicitu.
- Na první samostatný hasičský prapor sboru se vybrala v roce 2016 mezi občany částka téměř 100 000 Kč; na lícové straně praporu je umístěn znak sboru a nápis „Sbor dobrovolných hasičů Praha-Dubeč, založeno roku 1879“, na rubové straně je poté vyveden sv. Florián, patron hasičů, doplněný původním mottem hasičských sborů: „Bohu ke cti, bližnímu ku pomoci.“